# Louise Vermilyea
Louise Vermilyea (* 19. Jahrhundert; † Dezember 1911) war eine US-amerikanische Serienmörderin aus Illinois. Ihr fielen mindestens 9 Menschen durch Arsenvergiftung zum Opfer. Sie verübte Selbstmord unter Hausarrest.

## Geschichte

### Opfer
Die Mordserie mit einer Zeitspanne von 18 Jahren begann 1893, als ihr erster Ehemann Fred Brinkamp auf seiner Farm in Barrington verstarb und ihr ein Erbe von 5.000 US-Dollar hinterließ. Aufgrund seines Alters von 60 Jahren ging man damals noch von einer natürlichen Todesursache aus.
Nicht lange danach verstarben auch ihre beiden Töchter, die achtjährige Cora Brinkamp und die fünfjährige Florence Brinkamp. Im Januar 1906 starb Fred Brinkamps Enkeltochter, die 26-jährige Lillian Brinkamp, in Chicago an einer angeblich „akuten Nierenentzündung“. Die Todesfälle erschienen der umstehenden Verwandtschaft mittlerweile, als ob ein Fluch über der Familie liege.
Louise heiratete danach den 59-jährigen Charles Vermilyea. Sein Leben endete 1909. Er hinterließ Louise Vermilyea 1.000 US-Dollar. Nachdem der Stiefsohn Harry Vermilyea mit Louise wegen des Verkaufs eines Hauses bei Crystal Lake gestritten hatte, verstarb auch er, und wieder war vom Schicksal die Rede.
1910 starb Frank Brinkamp, der 23-jährige Sohn aus erster Ehe, und hinterließ ihr 1.200 US-Dollar. Am Sterbebett äußerte Frank seiner Verlobten Elizabeth Nolan gegenüber einen verspäteten Verdacht gegen seine Mutter und erklärte ihr, „er werde den gleichen Weg wie Vater gehen“.
Da die direkte Verwandtschaft von Louise nahezu ausgerottet war, trieb sie ihr Unwesen weiter im Bekanntenkreis.
Das erste Opfer war Jason Ruppert, ein Feuerwehrmann. Nachdem er am 15. Januar 1910 bei Louise Vermilyea zum Essen eingeladen war, erkrankte er. Zwei Tage später war er tot. Der nächste war der Lokomotivführer Richard Smith, der gelegentlich bei Louise zur Untermiete weilte.

### Erster Verdacht
Ins Fadenkreuz der Ermittlungen geriet Louise Vermilyea, als der 26-jährige Polizist Arthur Bisonette, der bei ihr zur Untermiete wohnte, erkrankte und Ende Oktober 1911 verstarb. Die Beamten des Morddezernats sprachen daraufhin mit dem Vater von Arthur Bisonette, der bei Louise am fraglichen Abend mitgespeist und ebenfalls von Magenschmerzen nach dem Essen geplagt worden war. Er sagte aus, dass Louise das Gericht vor dem Anrichten mit „weißem Pfeffer“ bestreut hätte. Bei der Obduktion von Bisonette fand man Arsenspuren in seinem Körper, und Louise Vermilyea wurde, bis zur Exhumierung weiterer verdächtiger Opfer, unter Hausarrest gestellt.

### Erkenntnisse
Da die Tatmotive nie ermittelt werden konnten, geht man davon aus, dass es der Täterin um den jeweiligen Nachlass ging, also vorrangig finanzielle Beweggründe eine Rolle spielten. Der Leichenbestatter E. N. Blocks aus Barrington sagte aus, dass „Louise sich in der Umgebung von Leichen wohlfühlte, und obwohl sie nicht bei mir angestellt war, konnte ich sie nicht aus meinem Bestattungsunternehmen fernhalten. Bei jedem neuen Todesfall wusste sie genauso schnell Bescheid wie ich, und wo ich auch hingerufen wurde, dauerte es nicht lange, bis auch sie anwesend war.“
Während Louise Vermilyea unter Hausarrest stand, stritt sie vehement ab, mit den Morden etwas zu tun zu haben. Zu den Versuchen der Polizei, ihr die Morde nachzuweisen, sagte sie: „Sie können so weit gehen wie sie wollen, ich habe nichts zu befürchten. Ich hatte nur das Unglück, dass alle Menschen um mich herum plötzlich starben.“

### Tod
Am 4. November 1911 wurde Louise Vermilyea selbst mit einer Arsenvergiftung ins Krankenhaus eingeliefert. Die Behörden stellten fest, dass sie sich seit ihrem Hausarrest am 28. Oktober ihre Mahlzeiten selbst mit Arsen vergiftet hatte. Sie starb im Dezember des gleichen Jahres.